# Tridewi
Tridewi (dewanagari: त्रिदेवी ; sanskryt: trójbogini) – w hinduizmie trójca bogiń: Lakszmi, Parwati i Saraswati, będąca żeńskim odpowiednikiem męskiej trójcy bogów, zwanej Trimurti. Tridewi jest szczególnie czczona w południowych Indiach w czasie festiwalu Nawaratri: 
w czasie pierwszych trzech dni jako Durga, wojownicza forma Parwati, 
w czwartym, piątym i szóstym jako Lakszmi 
i jako Saraswati w ciągu trzech ostatnich dni.